# Consolea picardae
Consolea picardae es una especie de planta suculenta perteneciente al género Consolea, dentro de la familia Cactaceae. Se distribuye por la República Dominicana y Haití.

## Descripción

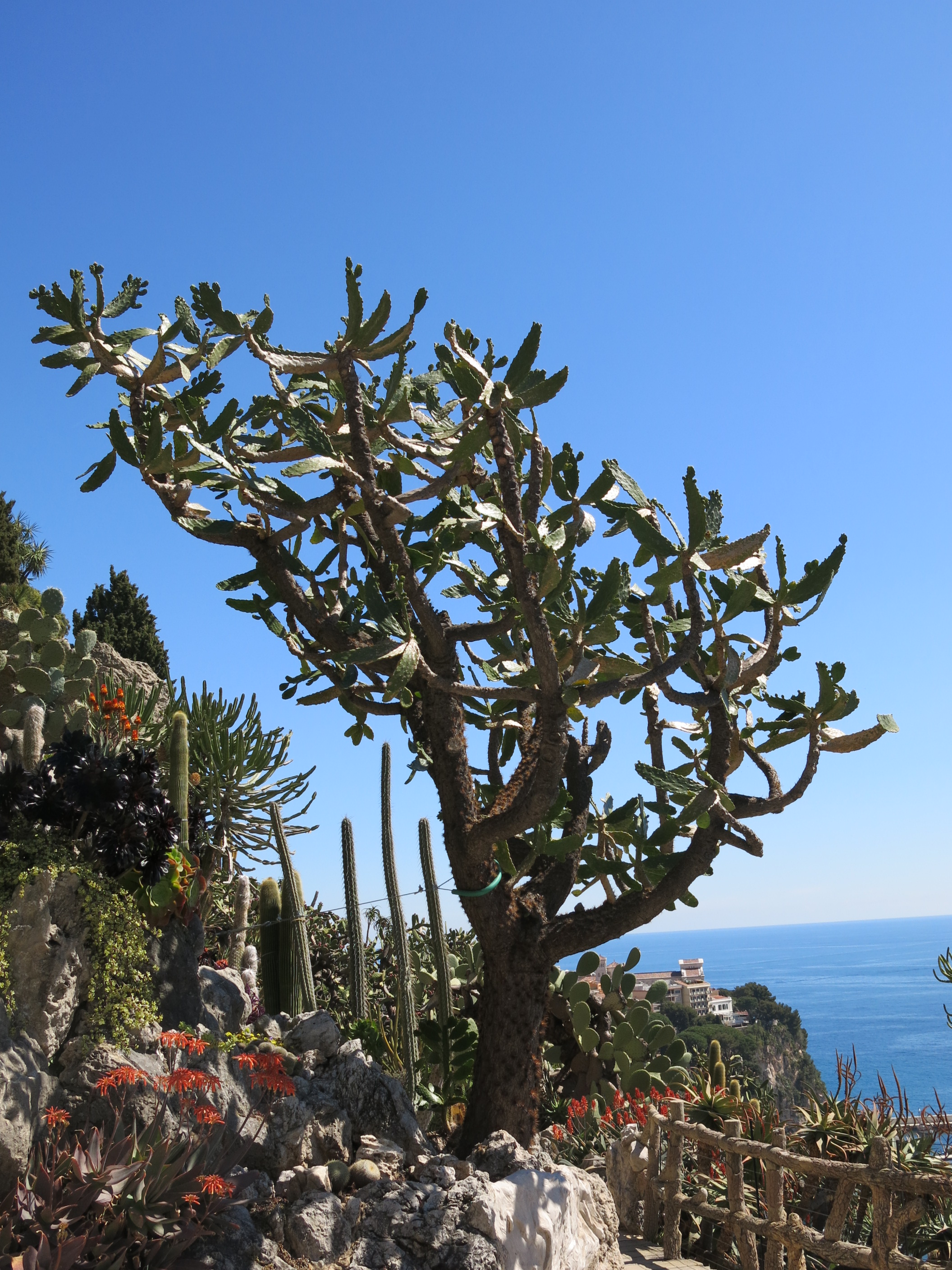
Vista de la planta

Consolea picardae es una especie de cactus crece en forma de árbol, con una copa ramificada y alcanzando alturas de 3 a 10 m.
Forma un tronco erecto no articulado que es inicialmente elíptico en sección transversal y se vuelve circular con la edad. Mide de 20 a 35 cm de diámetro, está densamente cubierto de espinas y presentan una corteza agrietada de color marrón rojizo. De él surgen ramas segmentadas y aplanadas de color verde oscuro brillante, de forma alargada a lanceolada. Miden de 12 a 35 cm de largo, de 5 a 9 cm de ancho y alrededor de 0,4 a 0,9 cm de espesor. Son ligeramente asimétricas y presentan en la superficie pequeñas protuberancias que forman un patrón reticular. 
Sobre los tallos se asientan areolas espaciadas entre 2,5 y 6 cm. Presentan gloquidios amarillos de 0,3 a 0,9 cm de largo y casi no contienen espinas. De hecho, las espinas suelen estar ausentes en las ramas y en los brotes más jóvenes. 

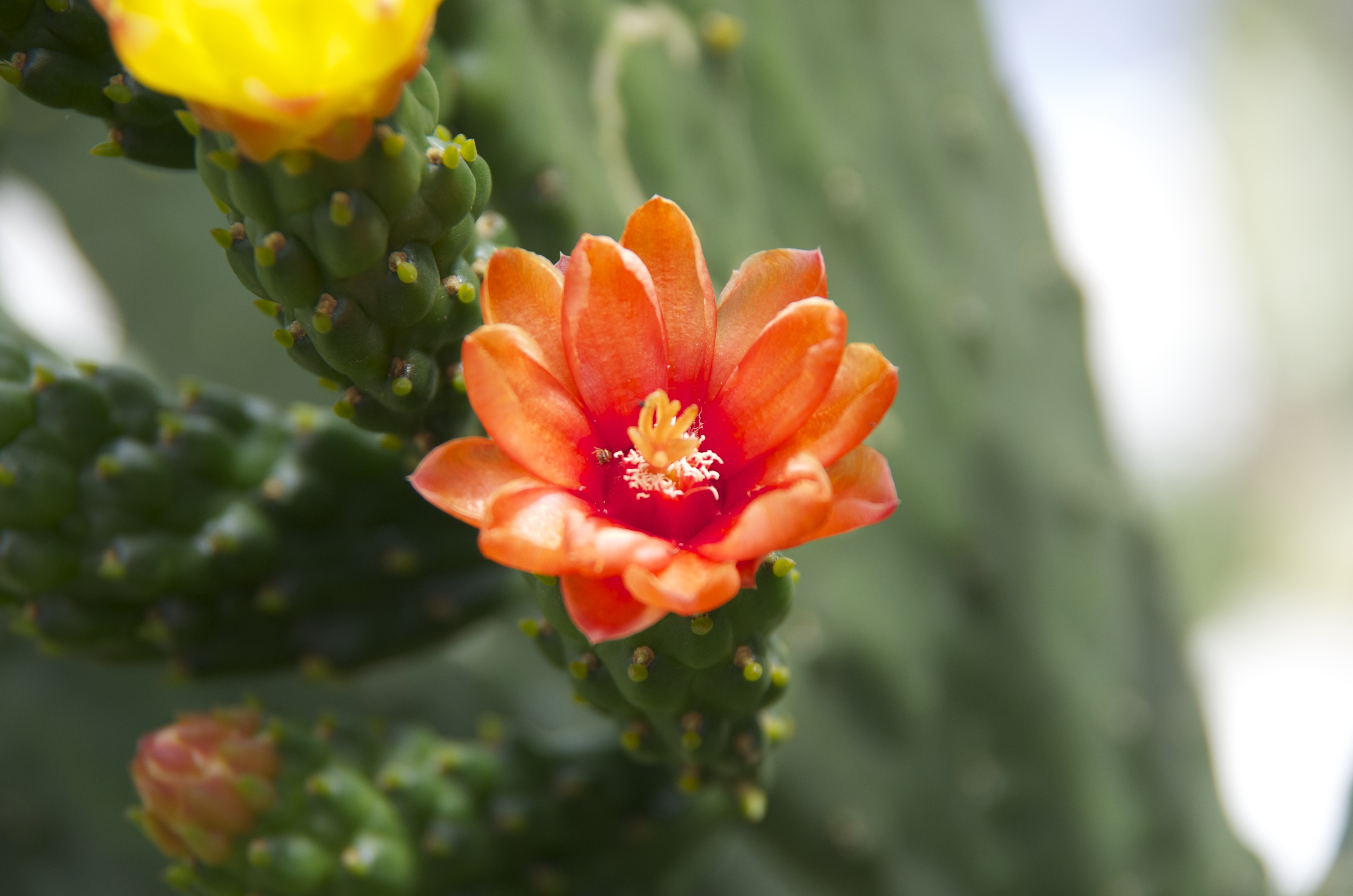
Detalle de la flor

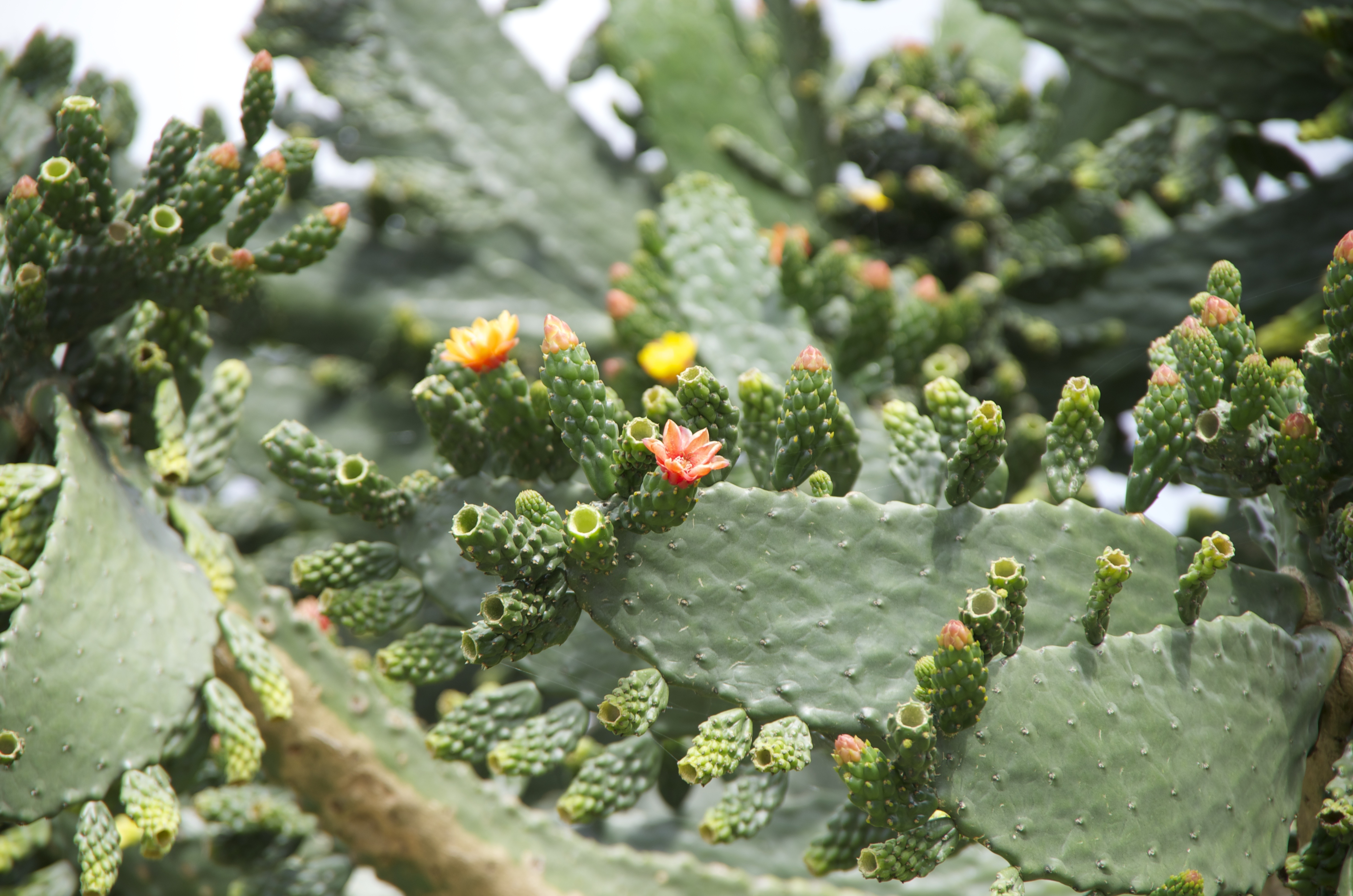
Detalle de los frutos

Las flores son de color amarillo o naranja y se vuelven rojas a medida que se marchitan. Se abren durante el día, tienen un diámetro de 2,5 a 4,5 cm y su pericarpelo está cubierto de areolas que no tienen espinas. 

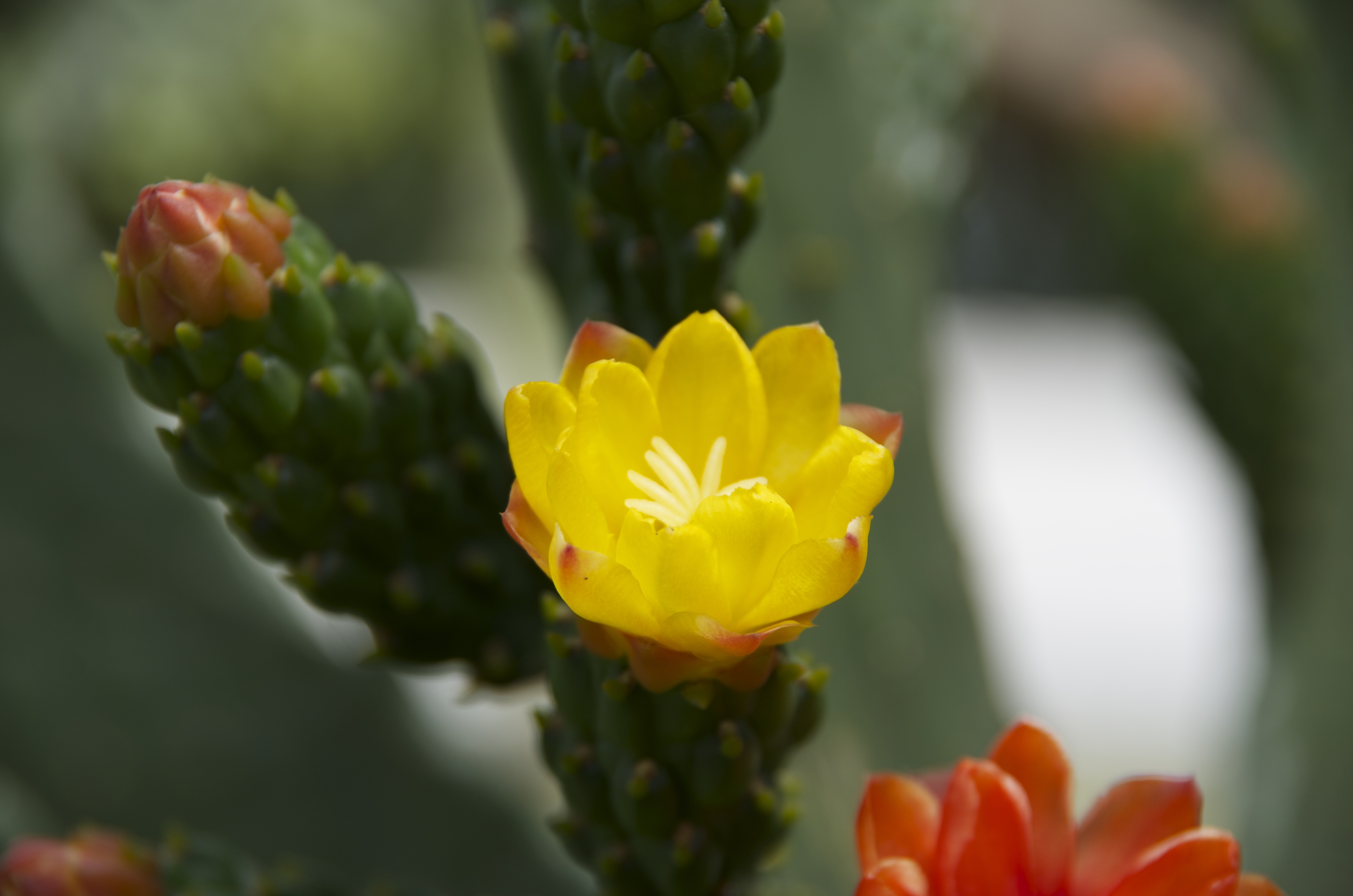
Flor amarilla

Los frutos, de forma ovalada a elipsoidal, están ligeramente comprimidos lateralmente. Alcanzan una longitud de 5 a 9 cm y un diámetro de 4 a 6,5 cm. No presentan espinas, pero si numerosos gloquidios que caen fácilmente cuando se sacude la planta.

## Distribución y hábitat

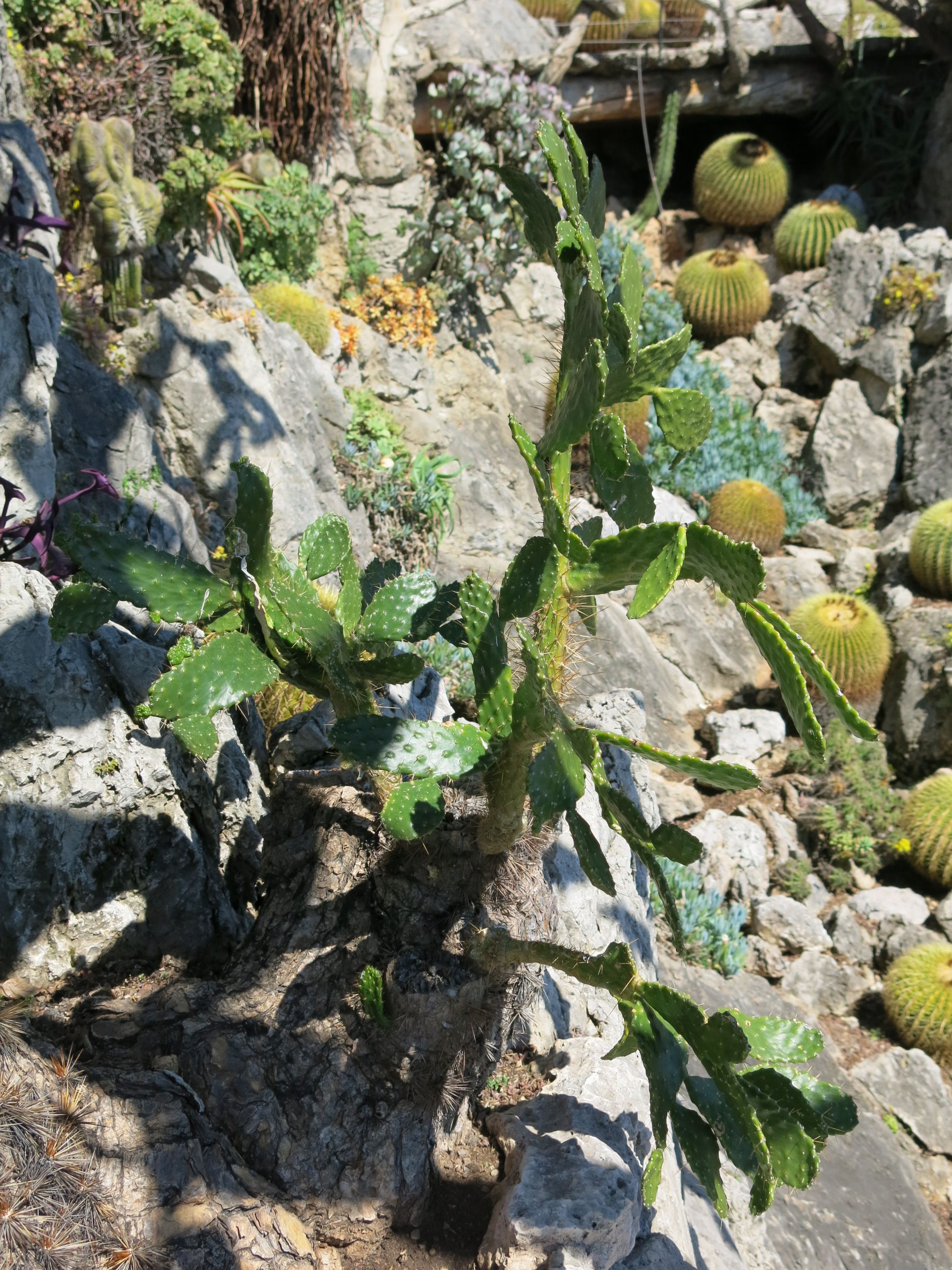
En su hábitat

El área de distribución nativa de esta especie es la República Dominicana y Haití, y crece principalmente en el bioma tropical estacionalmente seco.

## Taxonomía
La primera descripción de esta especie fue como Opuntia microcarpa publicada en 1898 por el botánico alemán Karl Moritz Schumann.Sin embargo, este nombre era ilegítimo porque ya existía una especie con ese mismo nombre desde 1848. Por ello, en 1919 el botánico alemán Ignaz Urban eligió el nombre de Opuntia picardae y lo publicó en la revista científica Repertorium Specierum Novarum Regni Vegetabilis 16: 35.
Posteriormente, el botánico Alberto E. Areces-Mallea colocó la especie en el género Consolea, pasando a llamarse Consolea picardae y anotando estos cambios en la revista científica Cactus and Succulent Journal 72: 42 en el año 2000.
Etimología
- Consolea: nombre genérico otorgado en honor al botánico italiano Michelangelo Console, un inspector del Jardín Botánico de Palermo.
- picardae: epíteto específico otorgado en honor al sacerdote y biólogo Louis Picarda (1848-1901), quien recolectó plantas en el Caribe.[5]

## Estado de conservación
En la Lista Roja de Especies Amenazadas de la UICN, la especie está clasificada como “Datos Insuficientes (DD)”.

## Usos

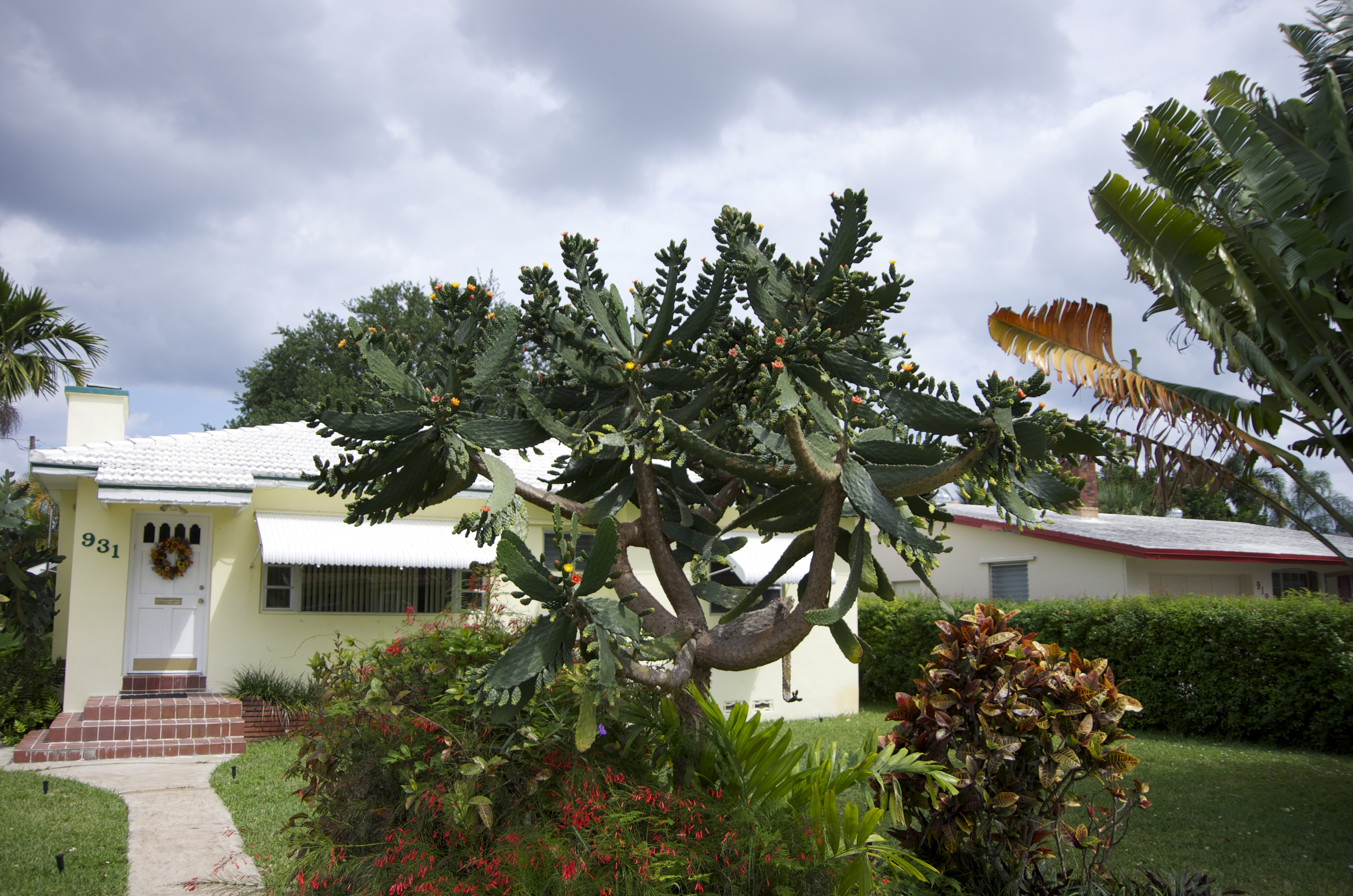
Cutivo

Se cultiva principalmente como planta ornamental y su propagación se realiza a través de esquejes o semillas.